# Hibiscus mariae
Hibiscus mariae är en malvaväxtart som beskrevs av Antonio Krapovickas. Hibiscus mariae ingår i Hibiskussläktet som ingår i familjen malvaväxter. Inga underarter finns listade i Catalogue of Life.